# Søren Brorsen

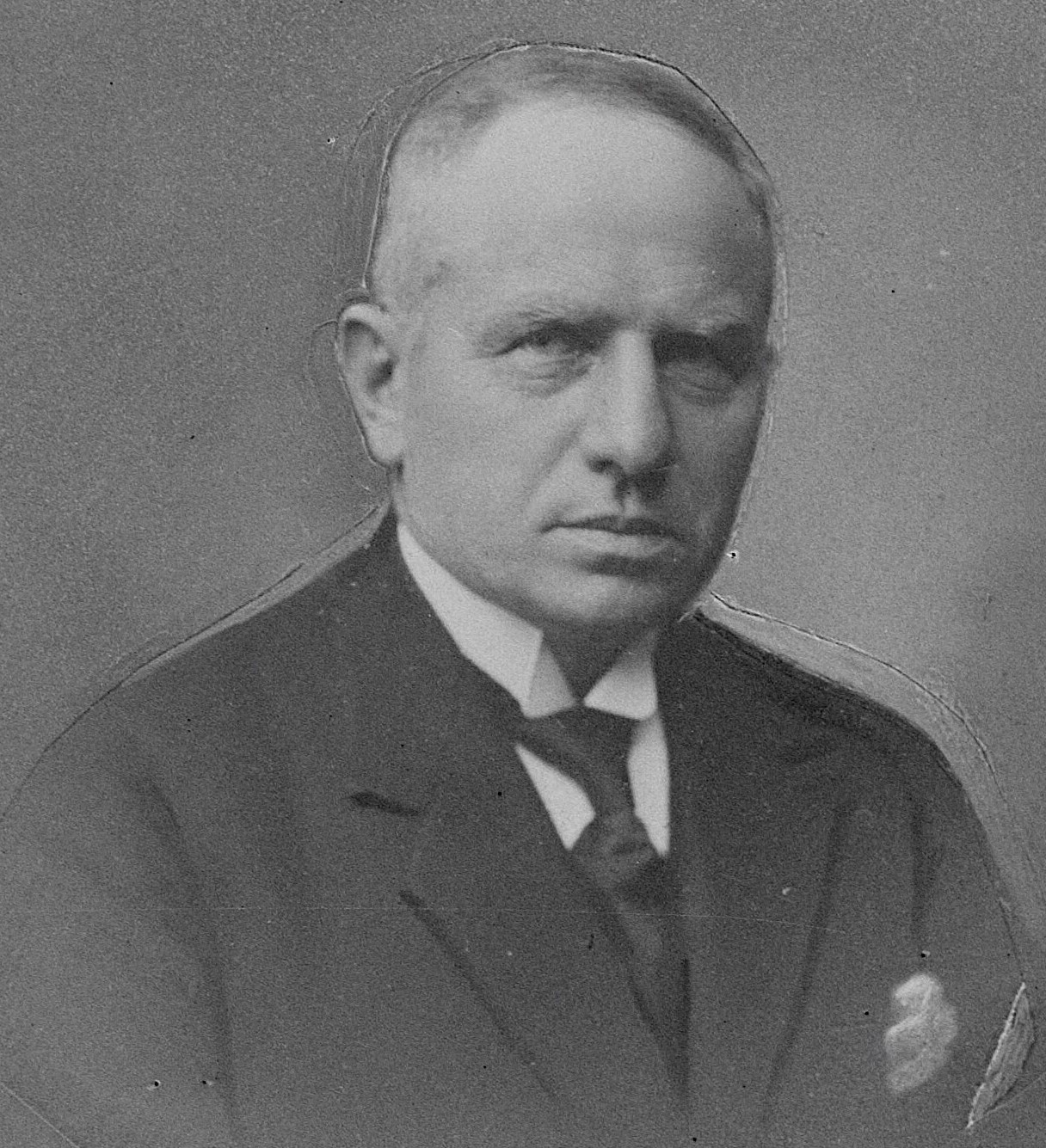
Søren Brorsen

Søren Brorsen (* 1. Juli 1875 in Nørre Farup; † 17. Februar 1961 im Rigshospital in Kopenhagen) war ein dänischer Politiker der Venstre. Er diente seinem Land als Verteidigungsminister.

## Familie und Herkunft
Brorsens Vater war der Gutsbesitzer Anders Christian Brorsen (1833–1887), seine Mutter war dessen Gattin Kirsten, geb. Hansen (1839–1909). Am 5. Juni 1903 heiratete er in Brøns Sogn Karoline Schack (1881–1911), Tochter des Gutsbesitzers Niels Schack (1833–1921) und dessen Gattin Ellen Marie, geb. Mortensen (1846–1926). Nach der Scheidung von seiner Frau, heiratete Brorsen am 25. Oktober 1913 in Nørre Farup Karen Laurine Søndergaard (1877–1941), Tochter des Gastwirts Anders Søndergaard (1821–1912) und dessen Gattin Dorthea, geb. Schultz.

## Leben
Brorsen bestand 1891 das Präliminarexamen an der Ribe Katedralskole und ging von 1895 bis 1896 auf die Dalum Landbrugsskole sowie von 1901 bis 1902 auf die Askov Højskole. Er übernahm das Gut Granvag bei Ribe von seinem Vater 1903. 1905 bis 1921 war Brorsen Vorsitzender Landbewohnervereinigung für Ribe und Umgebung, 1917 war er Mitgründer des Tageblattes Vestkysten. 1906 wurde er zum Gemeindevorsitzenden gewählt, 1907 gab er diesen Posten ab, da er Folketingsabgeordneter für Venstre im Kreis Ribe wurde, dies war er bis 1929 und zwischen April und 1932 als Stellvertreter für Marius Abel Nielsen Slebsager war. Von November 1932 bis Oktober 1945 hatte er das Mandat für den Kreis Kellerup inne – er verlor sein Mandat regulär, nachdem er nicht mehr angetreten war.
Als junger Abgeordneter brachte er 1908 einen Gesetzesvorschlag über Deichbau in den Marschen bei Ribe ein – das erste dänische Deichgesetz von 1909 geht größtenteils auf Brorsens Initiative zurück. Er war der Wortführer seiner Partei bei der Genehmigung des Bodenrechtskomplexes und ab dem 4. Oktober 1919 bis 1940 war er Mitglied des staatlichen Bodenrechtsausschusses, unterbrochen von seiner Zeit als Minister. Mit der Bildung der Regierung Neergaard II 1920 wurde er Vorsitzender der Venstre-Folketingsgruppe, in der Regierung Neergaard III übernahm er das Verteidigungsministerium. Dieses Ressort unterstand ihm abermals von 1926 bis 1929 in der Regierung Madsen-Mygdal, währenddessen führte er die langwierigen Verhandlungen mit den Konservativen über die Rahmenanpassungen des Verteidigungsgesetzes von 1922, die für ökonomische Verbesserungen der Streitkräfte sorgen sollten. Das Scheitern dieser Verhandlungen und das damit einhergehende Scheitern der Regierung Madsen-Mygdal ist wesentlich Madsen-Mygdals Schroffheit anzulasten, nicht Brorsens mangelndem Verhandlungsgeschick. Nach der Folketingswahl verlor Brorsen zwar sein Ministerium, aber da er 1932 ins Folketing zurückkehrte, gewann er rasch wieder an Einfluss in seiner Partei, so war er zwischen 1933 und 1936 Vizevorsitzender der Folketingsgruppe und Vorsitzender derselben von 1936 bis 1940. Brorsen leitete Venstre durch die neue Situation, die entstand, nachdem Radikale und Sozialdemokraten 1936 die Mehrheit im Landsting gewonnen hatten und die Konservativen in Verhandlungen in Verhandlungen über eine Grundgesetzreform, der Venstre negativ gegenüberstand, traten. Am 10. April 1940 trat er trotz Widerstandes in seiner Partei als Minister ohne Geschäftsbereich in die Allparteienregierung unter Thorvald Stauning ein. Im Kabinett Stauning VI diente er als Verteidigungsminister und hatte diesen Posten auch in den Regierungen Buhl I und Scavenius inne – so war er offiziell bis zum Ende der deutschen Besatzung in Dänemark Verteidigungsminister, tatsächlich war die Regierung Scavenius jedoch seit dem 29. August 1943 gänzlich entmachtet.

## Auszeichnungen
- Komtur des Dannebrogordens zweiter Klasse